# Ірак на літніх Олімпійських іграх 2020
Ірак на літніх Олімпійських іграх 2020 представляли чотири спортсмени в трьох видах спорту.

## Спортсмени
| Вид спорту            | Чоловіки | Жінки | Загалом |
| --------------------- | -------- | ----- | ------- |
| Легка атлетика        | 1        | 0     | 1       |
| Академічне веслування | 1        | 0     | 1       |
| Стрільба              | 0        | 1     | 1       |
| Загалом               | 2        | 1     | 3       |